# Паскарелла, Чезаре (виолончелист)
Чезаре Аугусто Паскарелла (итал. Cesare Augusto Pascarella, англ. Caesar Pascarella; 27 июля 1908, Неаполь — 20 октября 1993, Лос-Анджелес) — американский виолончелист итальянского происхождения.

## Биография
Сын скрипача Иньяцио Паскареллы (1877—1918), наряду с братьями получил первоначальное музыкальное образование у своего отца. В 1921 году вместе с матерью и братьями перебрался в Нью-Йорк. В 1927—1940 гг. выступал в составе семейного Трио Паскарелла вместе с Карло Паскареллой (фортепиано) и Энцо Паскареллой (скрипка), гастролируя по всей стране, а также в Европе; кроме того, вместе с ещё одним братом, Габриэлем Паскареллой (1912—1995), также скрипачом, составлял фортепианный квартет, известный своим участием в концертах Флоренс Фостер Дженкинс, включая итоговый в 1944 г. в Карнеги-холле (музыканты не аккомпанировали ей, а играли в паузах, когда Дженкинс отдыхала и меняла костюмы).
С 1940 г. в Сан-Диего, играл в городском оркестре, вёл класс скрипки в Южнокалифорнийском институте музыки, который возглавлял его брат Энцо. С 1946 г. преподавал в Лос-Анджелесской консерватории. В 1947—1969 гг. играл в струнном квартете Рота. С 1967 г. также солист камерного оркестра Калифорнийского университета в Лос-Анджелесе. Кроме того, преподавал в Калифорнийском институте искусств с момента его основания в 1961 г., был координатором Молодёжной музыкальной группы, в которой музыканты-школьники обучались игре в оркестре.
Умер от инсульта.